# 湯沐令
湯沐令（ゆのうながし）は、日本の飛鳥時代に置かれた官職で、皇族の領地である湯沐邑を管理した。
『日本書紀』巻28、いわゆる「壬申紀」は、天武天皇元年（672年）の一年間を記し、そのほとんどを壬申の乱にあてる。その中に湯沐令への言及が2箇所、湯沐への言及が1箇所ある。
乱を起こした大海人皇子（後の天武天皇）は、自ら行動を起こす前の6月22日に使者を出し、安八磨郡（後の安八郡）の湯沐令の多品治に兵を挙げて不破道を塞ぐよう命じた。24日、皇子は自ら立って伊勢に向かう途中で、菟田郡（後の宇陀郡）の郡家のそばで湯沐の米を運ぶ伊勢国の駄50匹に会った。25日、伊勢の鈴鹿郡の郡家で、国司守の三宅石床、介の三輪子首、湯沐令の田中足麻呂、高田新家が出迎えた。
湯沐邑は、中国に古くからあった制度で、漢代には個人の収入源として諸侯や王以外の皇族に与えられる領地であった。だが672年当時の唐にはなく、日本の湯沐邑は漢の制度を史書から取り入れたものであろう。後の日本の律令制で湯沐邑は中宮と東宮に与えられるもので、封戸とは呼び方だけ異なる制度であった。
湯沐令は、中国にも日本の後の時代にもなく、史料的には壬申紀にだけ現れる。そのため、直前の天智天皇の代に置かれ短期間で廃止になったと推測される。湯沐令と皇子の関係が極めて密接であったことは、皇子が最初の挙兵を自分の居所から離れた湯沐令に命じたことからうかがえる。多品治と田中足麻呂という二人の湯沐令は、大海人皇子のために置かれた湯沐邑の長官だったとされる。多品治は安八磨郡の湯沐邑の令だが、田中足麻呂については同じ湯沐邑の二人めの湯沐令だったのか、それとも別の湯沐邑を治めたのか、歴史学者の意見が分かれている。また、湯沐令は朝廷が任命した官職であったと考える学者と、大海人皇子が自分の領地に自分で任命したものだと考える学者とがいる。